# Barb Lindquist
Barbara Metz (Barb) Lindquist (Wilmington, 1 juli 1969) is een Amerikaans professioneel triatlete uit Jackson (Wyoming). Ze werd tweemaal Amerikaans kampioene triatlon op de olympische afstand. Hoofdzakelijk doet ze triatlons, maar ze werd in 2002 zesde op het WK duatlon in Alpharetta.

## Biografie
Vanaf 1996 doet ze mee op Elite niveau en is ze getrouwd met Loren Lindquist. In 2000 en 2002 werd ze nationaal kampioene en in 2002 werd ze tweede op het wereldkampioenschap triatlon op de olympische afstand. Op de Olympische Spelen van 2004 in Athene haalde ze een negende plaats met een tijd van 2:06.25,49. In het seizoen van 2003 en 2004 was ze de eerste in de wereldranglijst van triatletes. 
Haar sterkste onderdeel is het zwemmen. Ze was lid van 1987 tot 1991 lid van het nationale zwemteam.

## Titels
- Amerikaans kampioene triatlon op de olympische afstand - 2000, 2002

## Prijzen
- ITU wereldbeker triatlon - 2003

## Palmares

### duatlon
- 2002: 6e WK in Alpharetta

### triatlon
- 1996: 9e ITU wereldbekerwedstrijd in Drummondville
- 1996: 18e WK olympische afstand in Cleveland - 1:56.00
- 1997:  Escape from Alcatraz
- 1997:  ITU wereldbekerwedstrijd in Gamagori
- 1997:  ITU wereldbekerwedstrijd in Sydney
- 1997: 4e ITU wereldbekerwedstrijd in Hamilton
- 1997: 13e ITU wereldbekerwedstrijd in Cancún
- 1997: 15e ITU wereldbekerwedstrijd in Monte Carlo
- 1997: 20e ITU wereldbekerwedstrijd in Embrun
- 1997: 14e WK olympische afstand in Perth - 2:03.18
- 1998:  Escape from Alcatraz
- 1998:  ITU wereldbekerwedstrijd in Noosa
- 1998: 4e Goodwill Games in New York
- 1998: 4e ITU wereldbekerwedstrijd in Gamagori
- 1998: 7e WK olympische afstand in Lausanne - 2:10.15
- 1998: 13e ITU wereldbekerwedstrijd in Cancún
- 1998: 13e ITU wereldbekerwedstrijd in Auckland
- 1998: 25e ITU wereldbekerwedstrijd in Ishigaki
- 1999: 9e WK olympische afstand in Montreal - 1:57.24
- 1999:  Escape from Alcatraz
- 1999:  ITU wereldbekerwedstrijd in Ishigaki
- 1999: 5e ITU wereldbekerwedstrijd in Gamagori
- 1999: 6e ITU wereldbekerwedstrijd in Sydney
- 1999: 9e WK olympische afstand in Montreal
- 1999: 11e ITU wereldbekerwedstrijd in Cancún
- 2000:  ITU wereldbekerwedstrijd in Corner Brook
- 2000: 4e WK olympische afstand in Perth - 1:55.41
- 2000: 12e ITU wereldbekerwedstrijd in Sydney
- 2000: 19e Ironman Hawaï
- 2001:  ITU wereldbekerwedstrijd in Corner Brook
- 2001:  ITU wereldbekerwedstrijd in Toronto
- 2001:  ITU wereldbekerwedstrijd in Cancún
- 2001:  ITU wereldbekerwedstrijd in Ishigaki
- 2001: 7e ITU wereldbekerwedstrijd in Gamagori
- 2001: 14e WK olympische afstand in Edmonton - 2:01.53
- 2002:  ITU wereldbekerwedstrijd in Ishigaki
- 2002:  ITU wereldbekerwedstrijd in Edmonton
- 2002:  ITU wereldbekerwedstrijd in Geelong
- 2002:  ITU wereldbekerwedstrijd in Gamagori
- 2002:  Goodwill games in Brisbane
- 2002:  ITU wereldbekerwedstrijd in Sint-Petersburg
- 2002:  WK olympische afstand in Cancún - 2:01.41
- 2003: 4e WK olympische afstand in Queenstown
- 2003:  ITU wereldbekerwedstrijd in Edmonton
- 2003:  ITU wereldbekerwedstrijd in Ishigaki
- 2003:  ITU wereldbekerwedstrijd in Geelong
- 2003:  ITU wereldbekerwedstrijd in Funchal
- 2003: 5e ITU wereldbekerwedstrijd in Sint-Petersburg
- 2003: 8e ITU wereldbekerwedstrijd in Athene
- 2003: 18e Escape from Alcatraz
- 2003: 4e WK olympische afstand in Queenstown - 2:08.09
- 2004: 7e WK olympische afstand in Funchal - 1:53.42
- 2004: 9e Olympische Spelen van Athene -2:06.25,49
- 2005: 5e ITU wereldbekerwedstrijd in Edmonton
- 2005: 6e ITU wereldbekerwedstrijd in Peking
- 2005: 6e ITU wereldbekerwedstrijd in Honolulu
- 2005: 14e ITU wereldbekerwedstrijd in New Plymouth
- 2005: 26e WK olympische afstand in Gamagori - 2:03.41